# Eurytoma brevitergis
Eurytoma brevitergis är en stekelart som beskrevs av Bugbee 1975. Eurytoma brevitergis ingår i släktet Eurytoma och familjen kragglanssteklar. Inga underarter finns listade i Catalogue of Life.